# Passage (来生たかおのアルバム)
『Passage』（パッセージ）は、1993年にリリースされた来生たかおの17枚目のオリジナル・アルバム（CT〈規格品番：KTTR-1247〉／CD〈規格品番：KTCR-1247〉）である。

## 概要
※原則的に、来生たかおは“来生”に省略、来生えつこは“来生えつこ”と表記。
前作『永遠の瞬間』から2年半振りのオリジナル・アルバムであり、また、CTが存在する最後のアルバムでもある。
ジャケット写真は、第1撮影候補地の箱根を台風のために断念せざるを得ず、北海道まで足を延ばし、彼の地のカフェテラスで撮影したものである。

## 復刻盤
- 2007年3月21日：オリジナル・アルバム、企画アルバムを集めた21枚組CD-BOX『来生たかお大全集』（ユニバーサルミュージック／規格品番：UPCY-6355/75）に1995年版を収録（規格品番：UPCY-6371）。

## パッケージの体裁

### アルバムタイトル
※初出のジャケット表記“Passage”以外のもの
帯
- CD：“パッセージ”

ケースの側面部
- CT：“パッセージ”

各種ディスコグラフィー等によっても異なり、それぞれに片仮名・アルファベットが使用されている。

### ディスクジャケット
- オリジナル版CD：ジュエルケースにブックレットを挿入
- 2007年版CD：ジュエルケースにオリジナル版CDのものを基調としたブックレットを挿入

### 帯のコピー
- CD：テレビ朝日‐ABC系ドラマ「裏刑事」主題歌〝ため息のあとで〟 東映映画「私を抱いてそしてキスして」主題歌〝愛する時間に〟 はごろもフーズイメージソング〝二人の場所〟収録。

## 収録曲
CT版（CD版は省略）
※各曲の収録時間はCDに準拠

### SIDE 1
1. Almost（3：52）
  - 作詞：来生えつこ ／ 作曲：来生たかお ／ 編曲：松井忠重
  - 来生えつこによれば、ディレクターとの相談の結果「甘い食卓」（アルバム『ジグザグ』収録）のイメージで作られた楽曲で、タイトルになった“Almost”は、ギルバート・オサリヴァンと会食した折り、会話の中にこの単語が頻発して印象に残ったため、いつか使いたいと思っていたという[2]。
  - 来生も、ギルバート・オサリヴァンを意識して作ったと述べている[2]。
2. 二人の場所（5：13）
  - 作詞：来生えつこ ／ 作曲：来生たかお ／ 編曲：椎名和夫
  - 第29弾オリジナル・シングル（1993年7月1日リリース）で、はごろもフーズのテレビCMで使用された。
  - 来生えつこによれば、歌詞に登場する男女は来生たかお夫婦をイメージの源泉にしているという[3]。また、歌詞に“笑顔”を入れる注文があって苦労したが良い作品になったと語っている[4]。
  - 来生は、本アルバムの好きな楽曲の1つに選んでいる[2]。
  - 同曲名を冠したテレフォンカードも作られている。
3. 君が送る風（4：33）
  - 作詞：来生えつこ ／ 作曲：来生たかお ／ 編曲：十川知司
  - 日本自転車振興会のマウンテンバイク・キャンペーンのイメージソングとしてテレビCMで使用され、シングル「ため息のあとで」にもカップリング曲として収録されている。
  - 来生えつこによれば、先にCMフィルムを観て、そのイメージに合わせたという[2]。
  - 来生は、バラードが中心のアルバムのため、シングルのカップリング曲から本曲を選んで収録したと述べている[2]。
4. 月の涙（3：59）
  - 作詞：来生えつこ ／ 作曲：来生たかお ／ 編曲：萩田光男
  - 来生えつこによれば、舞台はロマンチックな曲調に合わせて月夜にし、タイトルが浮かんだ時、すんなり納得出来たという[2]。
  - 来生は、本アルバムの好きな楽曲の1つに選んでいる。パット・ブーン、コニー・フランシスを連想するという[2]。
5. ため息のあとで（4：33）
  - 作詞：来生えつこ ／ 作曲：来生たかお ／ 編曲：富田素弘
  - 第27弾オリジナル・シングル（1992年5月27日リリース）で、テレビ朝日‐ABC系ドラマ『裏刑事』（1992年4月14日 - 6月30日）の主題歌として使用された。
  - 来生えつこによれば、刑事ドラマの主題歌ということで、先方の意向を汲んだものになったという。また、音が取りにくい歌い出しのメロディーに弟らしさを感じると述べている[2]。

### SIDE 2
1. 愛という角度（5：15）
  - 作詞：来生えつこ ／ 作曲：来生たかお ／ 編曲：萩田光男
  - 来生えつこによれば、作詞において試行錯誤があり、“愛という角度”というフレーズを思い付いたことで最終的にメッセージ色を持たせたという。また、タイトルの選定はディレクターによるものだったと明かしている[2]。
2. エンドレス（3：50）
  - 作詞：来生えつこ ／ 作曲：来生たかお ／ 編曲：松井忠重
  - 来生えつこによれば、歌詞内の“通過してもエンドレス”というフレーズにアルバム・タイトルの意味合いを最も込めているという[5] 。
3. 愛する時間に（4：57）
  - 作詞：来生えつこ ／ 作曲：来生たかお ／ 編曲：富田素弘
  - 第28弾オリジナル・シングル（1992年11月21日リリース）で、東映映画『私を抱いてそしてキスして』（1992年）の主題歌として使用された。オリコンで第78位（最高位）にライクインした。
  - 来生えつこは、歌詞が上記映画の監督・佐藤純彌の意向を組み入れた形になったことを明かしている[2]。
4. あなたの色彩（4：39）
  - 作詞：来生えつこ ／ 作曲：来生たかお ／ 編曲：萩田光男
  - NTT「ハウディ・コードレスホンCP-R40」のテレビCMで使用された。
  - 来生えつこによれば、すぐさまディレクターと意見が一致し、“ロマンティックで少し粋”という世界観が決定したという[2]。なお、歌詞に描かれた美術館の光景は、アルフレッド・ヒッチコック監督の『めまい』、ブライアン・デ・パルマ監督の『殺しのドレス』が基になっているという[6]。
  - 来生は、バート・バカラックの楽曲をイメージして作ったという[2]。
5. 夢紡ぐ日（5：01）
  - 作詞：来生えつこ ／ 作曲：来生たかお ／ 編曲：萩田光男
  - 来生えつこによれば、最初からクリスマス・ソングとして制作し、「Made In X'mas」（アルバム『With Time』収録）とは逆にしっとりした楽曲を意図したという[2]。
  - 来生によれば、映画『ディア・ハンター』（1978年）の挿入歌である「MEMORY ETERNAL」の、コーラスを重ねた牧歌的、叙情的なイメージを基に制作し、本アルバムの好きな楽曲の1つに選んでいる[2]。

## 参加ミュージシャン
記載なし

## 参加スタッフ
- Executive Producer：多賀英典
- Director：本間一泰
- Additional Director：加瀬丈裕
- Recording & Mixdown Engineer：清水高志（Mix）
- Additional Engineer：Shinichi Tomita、松藤暢彦（Mix）
- Assistant Engineer：M.Takamatsu、A.Hattori、H.Ohta、Y.Miya（Mix）
- Mastering Engineer：小鉄徹（JVC）
- Artist Manager：小松裕二（BASIC）
- Sales Promoter：末崎正展
- Artist Management：BASIC, INC.
- A&R Superviser：竹脇隆（BASIC）、軽部重信
- Visual Produce：Yasuhiro Kawabe（BRUTO）
- Art Direction & Design：Kiyoshi Takehara（BRUTO）
- Photography：Takahiro Yamamura
- Styling：花嶋千賀（？）
- Hair & Make-Up：Mariko Fukushima
- Visual Coordinate：Sayuri Noguchi
- Special Thanks To WOODPECKER Inc.The GLOBE、AUTOUR DU MONDE、Big Oh!、NICHION、ABC、松竹芸能、東映、厚生省